# Michail Konstantinowitsch Karger
Michail Konstantinowitsch Karger (russisch Михаил Константинович Каргер; 17. Maijul. / 30. Mai 1903greg. in Kasan, Russisches Kaiserreich; † 25. August 1976 in Leningrad, Sowjetunion) war ein sowjetischer Architekturhistoriker, Archäologe und Hochschullehrer. Er beschäftigte sich vorrangig mit der Erforschung und Dokumentation der Geschichte der Rus.
Schwerpunkt von Kargers wissenschaftlicher Arbeit war die Geschichte der altrussischen Kultur, die altrussische Architektur, der Architekturarchäologie sowie die Erforschung und Dokumentation von Denkmälern der altrussischer Architektur großer mittelalterlicher Zentren wie Kiew, Nowgorod, Ladoga, Galitsch, Polozk, Witebsk, Wladimir-Wolynski und anderer. Karger ist Verfasser des zweibändigen, 1958 bis 1961 erstmalig erschienenen Werkes "Das alte Kiew" (Древний Киев) und Mitverfasser der 1951 erschienenen zweibändigen "Kulturgeschichte des Alten Russland" (История культуры Древней Руси). Karger publizierte regelmäßig in Jahrbüchern und wissenschaftlichen Zeitschriften der Akademie der Wissenschaften der UdSSR bzw. der Ukrainischen Sozialistischen Sowjetrepublik. Er verfasste mehr als 120 Publikationen.
Karger war bis zu Beginn des 21. Jahrhunderts prägend für die sowjetische und später russische Altertumsforschung.

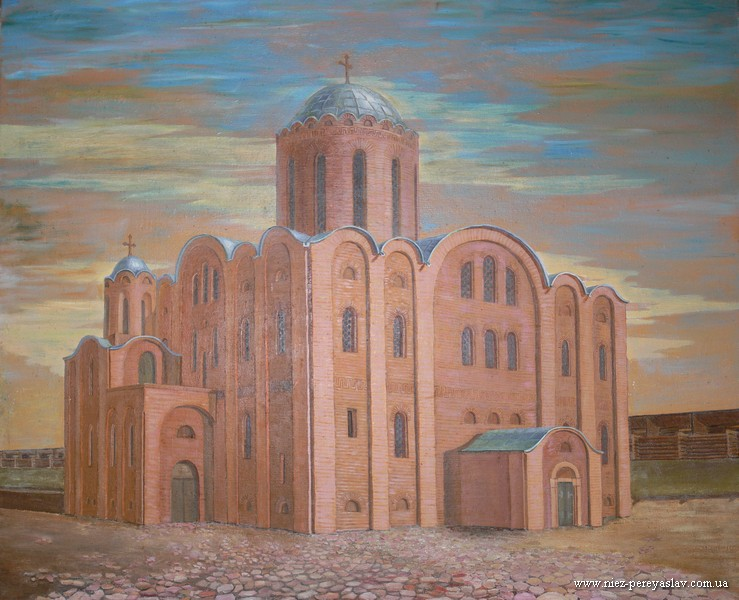
St. Michael, Perejaslaw, Rekonstruktion
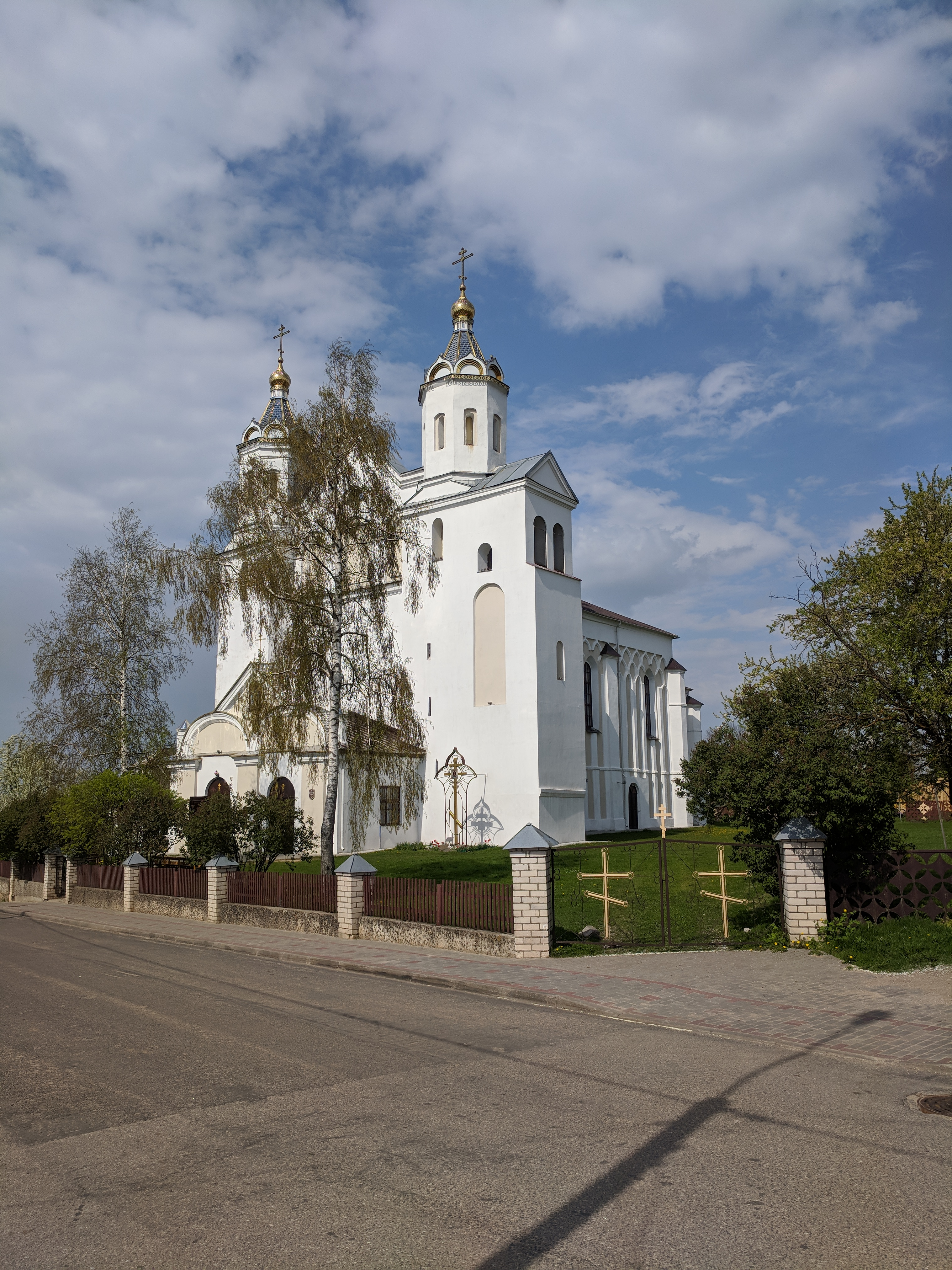
Boris-und-Gleb-Kirche, Nowogrudok
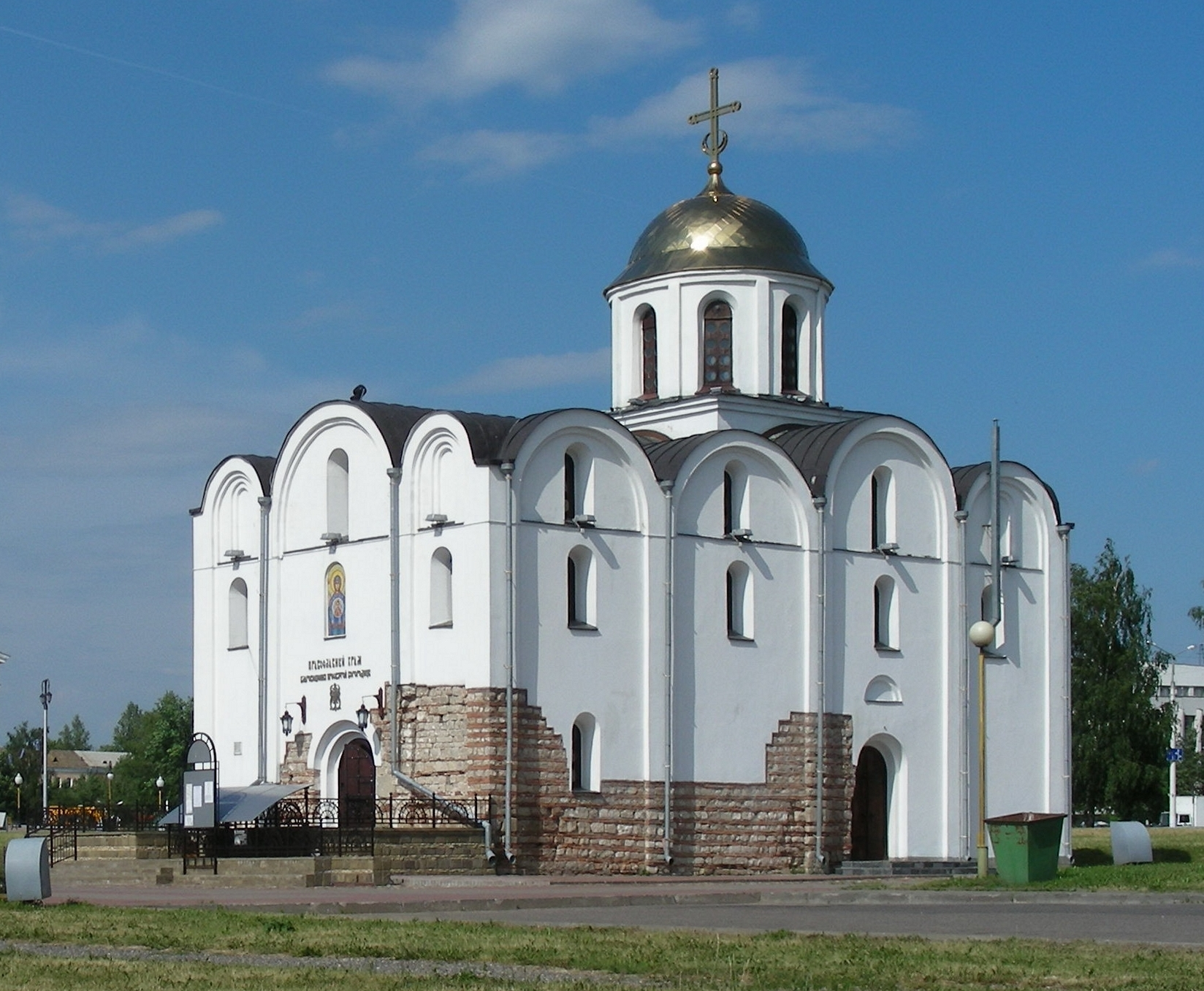
Verkündigungskirche, Witebsk

## Leben und Wissenschaftliche Tätigkeit
Karger wurde 1903 in Kasan geboren. Seine Eltern waren Lehrer. Nach Abschluss des Gymnasiums in Samara begann er 1919 ein Studium an der dortigen Universität. 1922 wechselte er an die Petrograder Universität, wo er u. a. Schüler von Dmitri Wlassjewitsch Ainalow und Nikolai Petrowitsch Sytschow war. Dort schloss 1923 sein Studium an der Fakultät für Sozialwissenschaften ab.  Nach Beendigung des Studiums verblieb er zur Fortsetzung seiner wissenschaftlichen Arbeit zunächst an der Universität. Von 1925 bis 1929 unterrichtete er als Assistent den Zyklus "Geschichte der materiellen Kultur", im Studienjahr 1929/30 war er Oberassistent an der Abteilung  für russische Kunst und materielle Kultur der historisch-linguistischen Fakultät. Parallel dazu arbeitete er ab 1923 am Staatlichen Russischen Museum.
Ab 1929 war Karger wissenschaftlicher Mitarbeiter am Staatlichen Institut für materielle Kultur, dem späteren Archäologischen Institut der Akademie der Wissenschaften der UdSSR, zu dessen Leiter er 1964 ernannt wurde. Seine erste Arbeit an diesem Institut befasste sich mit den hölzernen Befestigungsanlagen der Siedlung Swijaschsk. Daneben war Karger ab 1930 Dozent am Leningrader Institut für Linguistik und Geschichte, dem späteren Leningrader Institut für Philosophie, Linguistik und Geschichte, wo er zunächst die Abteilung für russische Kunst und ab 1932 die Abteilung für Museumswesen leitete. Gleichzeitig war er auch wissenschaftlicher Mitarbeiter am Staatlichen Russischen Museum und 1935/36 auch Leiter der dortigen Abteilung für altrussische Kunst.
1934 bis 1936 war Karger wissenschaftlicher Berater des Staatlichen Nowgoroder Museums. Nach Denunziation durch Alexander Iossifowitsch Kaul und dem Direktor des Nowgoroder Museums A. A. Strokow war er gezwungen, seine dortige Stelle aufzugeben und die Ausgrabungen in Nowgorod einzustellen. Sein Bruder, der Ethnograph Nestor Konstantinowitsch Karger, wurde 1935 vom NKWD als "sozial gefährliches Element" verhaftet und in den Autonomen Kreis der Jamal-Nenzen verbannt. Seine Rehabilitierung erfolgte erst 1991. Karger selbst stand mehrere Jahre unter Beobachtung des NKWD und entging der Verhaftung nur dadurch, dass seine Denunziatoren selbst verhaftet wurden. Karger wurde nach Meinung von Zeitzeugen lebenslang durch diese Geschehnisse geprägt.
Von 1937 bis 1950 arbeitete Karger am Institut für Malerei, Bildhauerei und Architektur der Leningrader Akademie der Künste. Dort war er am Aufbau der Fakultät für Theorie und Geschichte der Kunst beteiligt. 1938 leitete er dort die Abteilung für russische Kunst, ab 1939 war er stellvertretender Direktor für wissenschaftliche Arbeit und Lehre.
Zwischen 1938 und 1940 war Karger bei Ausgrabungen in Kiew beschäftigt, wo er Fürstengräber entdeckte und ausgrub.
1941, bei Beginn des Großen Vaterländischen Krieges, meldete Karger sich freiwillig zur Front. 1941/42 war er leitender Ausbilder der Politabteilung der 8. Armee der Leningrader Front. 1943 wurde er auf Ersuchen des Präsidiums der Akademie der Wissenschaften der UdSSR von der Front abberufen. 1943 untersuchte er den Zustand der durch den Krieg zerstörten Denkmäler in Nowgorod. Er war ab 1943 an der Konservierung und Restaurierung der durch den Krieg zerstörten Gebäude beteiligt. Die Ausgrabungen in Kiew nahm er 1945 wieder auf. Im Ergebnis der Ausgrabungen veröffentlichte er 1958/61 das zweibändige Werk „Das antike Kiew“.
Karger promovierte 1938 zum Kandidaten der Wissenschaften; der akademische Grad wurde ihm ohne Verteidigung verliehen. Er habilitierte 1959 mit einer Dissertation über das alte Kiew. 1949 wurde er Leiter und Professor der Abteilung für Kunstgeschichte der Fakultät für Geschichte der Leningrader Staatlichen Universität.
Der Lehrstuhl für Alte Rus und Osteuropa des Leningrader Instituts für materielle Kultur der Akademie der Wissenschaften der UdSSR wurde 1951 in die Gruppe für Slawisch-Russische Archäologie umgewandelt. Karger leitete die Gruppe bis 1974. Von 1964 bis 1971 war er gleichzeitig Leiter der Leningrader Zweigstelle des Instituts für Archäologie der Akademie der Wissenschaften der UdSSR. Nach seiner  Emeritierung war er ab 1975 bis zu seinem Tode als wissenschaftlicher Berater tätig.
Karger leitete u. a. die Ausgrabungen in Nowgorod (1928–1936), Kiew (1938–1952), Perejaslaw-Chmelnyzkyj (1949), Wladimir-Wolynski (1955–1956), Witebsk (1955), Isjaslawl (1957–1964), Galitsch, Nowogrudok, Turow und Polozk.
Karger baute eine umfangreiche Bibliothek und eine Sammlung von Zeichnungen und Bauplänen zur altrussischen Architektur auf. Er war ab 1941 Mitglied der Kommunistischen Partei der Sowjetunion.
Karger starb am 25. August 1976 in Leningrad. Seite Grabstätte befindet sich auf dem Kasaner Friedhof in Puschkin. Seine Sammlungen wurden zerstreut und sind größtenteils der Öffentlichkeit nicht mehr zugänglich.

## Bewertung
Karger gilt als Begründer der sowjetischen Architekturarchäologie als neuer Wissenschaftszweig. Er entwickelte eine verfeinerte Methodik für die Feldforschung architektonischer Denkmäler und aktualisierte die Quellenlage zur Architektur des Alten Russlands radikal.
Karger beeinflusste auch über seine Schüler, die teilweise herausragende Stellungen in Forschung und Lehre der sowjetischen und russischen Archäologie einnahmen, die weitere Entwicklung dieses Wissenschaftszweiges. Zu seinen Schülern zählten u. a.  Anatoli Nikolajewitsch Kirpitschnikow,  Walentin Alexandrowitsch Bulkin, Oleg Wladimirowitsch Owsjannikow und Oleg Michailowitsch Ioannissjan.
Charakterlich wird Karger im Allgemeinen als schwierig beschrieben. Ihm wird in neuerer Zeit vorgeworfen, ihm habe es an Respekt gegenüber Mitarbeitern und Schülern gefehlt. So habe er über deren Forschungsergebnisse uneingeschränkt verfügt und sie für eigene Arbeiten genutzt.
Der Einfluss Kargers und einige seiner Schlussfolgerungen werden von heutigen Wissenschaftlern kritisch gesehen. Der Archäologe Gleb Jurjewitsch Iwakin kritisiert beispielsweise, dass sich aufgrund der wissenschaftlichen Autorität Kargers unter sowjetischen Wissenschaftlern die These etabliert hatte, dass nach der Verwüstung Kiews durch die Mongolen bis in das 17. Jahrhundert das wirtschaftliche und gesellschaftliche Leben in der Stadt zum Erliegen kam und Kiew verödete. Diese Vorstellungen wurden auf den Süden der Rus (das spätere Kleinrussland) insgesamt ausgeweitet. Dies führte nach Auffassung Iwakins dazu, dass sowjetische Wissenschaftler aufgefundene Zerstörungen im südlichen Russland generell auf das Jahr 1240 zurückführten und dabei Kulturschichten und Funde falsch datierten. Erst ab den 1960er Jahren begann sich das Bild zu wandeln, als archäologische Denkmäler aus der Zeit der Goldenen Horde und des Großfürstentum Litauen näher erforscht wurden. Der sowjetische Archäologe Michail Petrowitsch Kutschera erforschte Keramiktypen aus der Zeit nach der mongolischen Invasion, während der Altslawist Wassili Iossifowitsch Dowschenok die Widersprüche in Kargers Thesen über die Verwüstung der Region im 13. Jahrhundert darlegte.
Ebenfalls abgelehnt werden mittlerweile Kargers Ansichten zum Hausbau in der Region des mittleren Dnepr. Karger postulierte, dass in der Region, einschließlich Kiew, halb in die Erde eingelassene Häuser dominierten. Mittlerweile werden derartige Funde als Keller von Häusern interpretiert.

## Ehrungen und Auszeichnungen
Karger erhielt 1952 den Stalinpreis für seine Mitwirkung am zweibändigen Werk "Kulturgeschichte des alten Russland". 1953 wurde er mit dem Leninorden ausgezeichnet.
Zu Lebzeiten Kargers erschienen  Artikel und Sammelbände, die sein Werk würdigten. Auch nach der Jahrtausendwende findet die wissenschaftliche Aufarbeitung des Einflusses Kargers auf das Geschichtsbild der Rus weiter statt.
Anlässlich seines einhundertsten Geburtstages fand vom 26. bis 28. November 2003 in St. Petersburg in der Eremitage eine "Konferenz zum einhundertjährigen M. K. Kargers" statt. Die Konferenz wurde von der St. Petersburger Staatlichen Universität und dem Institut für Geschichte der materiellen Kultur der Russische Akademie der Wissenschaften ausgerichtet.
Eine Symposion zum Thema "Die altrussische Stadt: Architektur und materielle Kultur" fand vom 24. bis 26. Oktober 2023 anlässlich des 120. Geburtstags Kargers statt. Ausrichter war das Institut für Geschichte der materiellen Kultur der Russische Akademie der Wissenschaften.

## Publikationen (Auswahl)
Karger publizierte insgesamt mehr als 140 Werke. Nachfolgend ist eine Auswahl grundlegender Arbeiten aufgeführt:
- Михаил Константинович Каргер: Новгород Великий. In: Виктор Александрович Веснин (Hrsg.): Сокровища русского зодчества. Издательство Академия архитектуры СССР, Москва 1946 (russisch).
- Михаил Константинович Каргер: Археологические исследования древнего Киева. Отчёты и материалы (1938 - 1947 гг.). Hrsg.: Пётр Петрович Ефименко. Издательство Академия наук УССР, Киев 1950 (russisch).
- Николай Николаевич Воронин, Михаил Константинович Каргер: Домонгольский период. Общественный строй и духовная культура. In: Пётр Петрович Ефименко,  Борис Дмитриевич Греков (Hrsg.): История культуры Древней Руси. Band, Nr. II. Издательство Академия наук СССР, Москва 1951, S. 341–395 (russisch).
- Михаил Константинович Каргер: По следам древних культур. Древняя Русь. Hrsg.: Georgi Borissowitsch Fjodorow. Госкультпросветиздат, Москва 1953, S. 35–74 (russisch).
- Михаил Константинович Каргер: Культура Древней Руси. In: Борис Дмитриевич Греков (Hrsg.): Очерки истории СССР. Период феодализма IX-XV вв. Band, Nr. 2. Издательство Академия наук СССР, Москва 1953, S. 206–250 (russisch).
- Михаил Константинович Каргер: Новгородское зодчество. In: Игорь Эммануилович Грабарь, Владимир Семёнович Кеменов, Виктор Никитич Лазарев (Hrsg.): История русского искусства. Band, Nr. 2. Издательство Академия наук СССР, Москва 1954, S. 16–71 (russisch).
- Михаил Константинович Каргер: Древний Киев. Oчерки по истории материальной культуры древнерусского города. Hrsg.: Александр Львович Монгайт. Band, Nr. 1. Издательство Академия наук СССР, Москва 1954, S. 16–71 (russisch).
- Михаил Константинович Каргер: Древний Киев. Oчерки по истории материальной культуры древнерусского города. Hrsg.: Николай Николаевич Воронин. Band, Nr. 2. Издательство Академия наук СССР, Москва 1960, S. 16–71 (russisch).
- Михаил Константинович Каргер: Новгород Великий. In: Архитектурные памятники древнего Новгорода. Искусство, Ленинград , Москва 1961 (russisch).
- Михаил Константинович Каргер: Новгород Великий. Архитектурные памятники. In: Архитектурные памятники древнего Новгорода. 2., ergänzte Auflage. Искусство, Ленинград , Москва 1966 (russisch).
- Михаил Константинович Каргер: Новгород. Художественные памятники XI—XVII вв. Искусство, Ленинград , Москва 1970 (russisch).
- Михаил Константинович Каргер: Новгород. Художественные памятники XI—XVII вв. Hrsg.: Григорий Михайлович Штендер. 4., überarbeitete, ergänzte und kommentierte Auflage. Искусство, Ленинград , Москва 1980 (russisch).
- Михаил Константинович Каргер: Древнерусская монументальная живопись XI—XIV вв. Советский художник, Ленинград , Москва 1963 (russisch).
- Михаил Константинович Каргер: Зодчество древнего Смоленска (XII—XIII вв.). Издательство  Ленинградского государственного университета, Ленинград 1964 (russisch).
- Михаил Константинович Каргер: Памятники архитектуры Новгорода XI—XVII вв. Советский художник, Ленинград , Москва 1966 (russisch).
- Михаил Константинович Каргер: Новгород. Памятники архитектуры XI—XVII вв. Аврора, Ленинград 1975 (russisch).